# Yesterday (píseň)
Yesterday (v českém překladu Včera) je píseň od hudební skupiny The Beatles z roku 1965 z alba Help!.
Ačkoli je skladba oficiálně připisována dvojici Lennon/McCartney, napsal ji celou výhradně Paul McCartney. Píseň je stále populární a podle Guinnessovy knihy rekordů je písní, z níž bylo v historii populární hudby nahráno nejvíce coververzí. Dočkala se jich přes 3000.
Album Help! se od vydání drželo tři měsíce v první desítce britských žebříčků. Firma Broadcast Music Incorporated (BMI) prohlašuje, že jen ve 20. století byla píseň v médiích odvysílána více než sedmmiliónkrát.
Skladba nebyla v době vzniku vydána ve Spojeném království na singlu, takže se jako singl nemohla umístit v britských žebříčcích. Přesto ji v roce 1999 v hlasování hudebních expertů a posluchačů rozhlasové stanice BBC Radio 2 zvolili za nejlepší píseň 20. století. Do seznamu 365 skladeb století se píseň „Yesterday“ dostala i v roce 2001, kdy byli pod záštitou Recording Industry Association of America (RIAA – Americká asociace hudebního průmyslu), National Endowment for the Arts (NEA – Národní nadace pro umění) a Scholastic Corporation osloveni voliči vybraní z významných představitelů hudebního průmyslu, médií, učitelů a studentů. Časopis Rolling Stone umístil skladbu na 13. příčku seznamu 500 nejlepších písní všech dob.
Píseň „Yesterday“ je melancholická balada o rozpadu vztahu dvou lidí, komponovaná pro akustické nástroje a doprovod smyčcového kvarteta. Píseň zkomponoval v letech 1964 až 1965 Paul McCartney. Skladba dlouho neměla text a členové skupiny, hlavně Lennon, si z ní dělali legraci a nazývali ji „Scrambled Eggs“ (míchaná vajíčka). Nápad k motivu veršů písně dostal Paul McCartney až v květnu 1965. Bylo to během cesty do Portugalska. Skladbu potom dokončil v období od 27. května 1965 na dovolené v Portugalsku se svou tehdejší přítelkyní Jane Asher. Dva dny po návratu domů od 14. do 17. června 1965 byla skladba nahrávána v Abbey Road Studios. Nahrával ji McCartney sám, ale některé zdroje uvádějí, že i ostatní členové skupiny The Beatles s ním zkoušeli alternativy dalších nástrojů, varhan, bicích či později i smyčcového kvarteta v pozadí.

## Nástroje
Paul McCartney: zpěv, akustická kytara
Tony Gilbert: housle
Sidney Sax: housle
Kenneth Essex: viola
Francisco Gabarro: violoncello

## Hitparády
| Hitparády (1965)                              | Vrcholová pozice |
| --------------------------------------------- | ---------------- |
| Austrálie (Kent Music Report)                 | 2                |
| Rakousko (Ö3 Austria Top 40)                  | 10               |
| Belgie (Ultratop 50 Flanders)                 | 1                |
| Nizozemí (Single Top 100)                     | 1                |
| Norsko (VG-lista)                             | 1                |
| USA (Billboard Hot 100)                       | 1                |
| USA (Cash Box Top 100)                        | 1                |
| Západní Německo (Media Control Singles Chart) | 6                |
| Hitparády (1976)                              | Vrcholová pozice |
| Austrálie (Kent Music Report)                 | 86               |
| Nizozemí (Single Top 100)                     | 26               |
| Irsko (IRMA)                                  | 4                |
| Velká Británie (Official Charts Company)      | 8                |
| Hitparády (2010)                              | Vrcholová pozice |
| Španělsko (PROMUSICAE)                        | 44               |
| Polsko (Polish Airplay Top 100)               | 5                |